# Großer Preis von Brasilien 2002
Der Große Preis von Brasilien 2002 (offiziell XXXI Grande Prêmio do Brasil) fand am 31. März auf dem Autodrómo José Carlos Pace in Sao Paulo statt und war das dritte Rennen der Formel-1-Weltmeisterschaft 2002.

## Bericht

### Hintergrund
Nach dem Großen Preis von Malaysia führte Michael Schumacher in der Fahrerwertung mit zwei Punkten vor Juan Pablo Montoya und mit vier Punkten vor Ralf Schumacher. In der Konstrukteurswertung führte Williams-BMW mit acht Punkten vor Ferrari und mit 18 Punkten vor McLaren-Mercedes.
Die Reifenlieferanten Bridgestone und Michelin brachten zwei neue Trockenmischungen für das Rennen mit.
Ferraris Wagen von 2002, der F2002, wurde an diesem Wochenende erst vorgestellt. Das Team hatte für die ersten beiden Rennen eine modifizierte Version ihres Autos von 2001, den F2001, verwendet. Ursprünglich für das erste Rennen in Australien vorgesehen, hatten Probleme mit der Leistung das Team veranlasst, die Entwicklung weiterzuführen. Bis dahin wurden Michael Schumacher und Rubens Barrichello ein Chassis des F2002 unter Verwendung eines modifizierten F2001 zur Verfügung gestellt.
Mit Michael Schumacher (dreimal), Jacques Villeneuve und David Coulthard (jeweils einmal) traten drei ehemalige Sieger zu diesem Grand Prix an.

### Training
Vor dem Rennen am Sonntag fanden vier Trainingssitzungen statt, jeweils zwei am Freitag und Samstag. Die Sitzungen am Freitagmorgen und -nachmittag dauerten jeweils eine Stunde; die dritte und vierte Sitzung am Samstagmorgen dauerte jeweils 45 Minuten.
Die Freitagssitzungen fanden bei trockenen und sonnigen Bedingungen statt. Michael Schumacher fuhr mit einer Runde von 1:15,627 Minuten die schnellste Zeit der Session, eine Sekunde vor Ralf Schumacher. Giancarlo Fisichella lag eine Zehntelsekunde hinter Ralf Schumacher, die beiden Sauber-Fahrer Nick Heidfeld und Felipe Massa wurden Vierter und Fünfter. Arrows-Fahrer Enrique Bernoldi rundete die Top 6 ab. Im zweiten Training fuhr Coulthard mit 1:15,075 Minuten die schnellste Runde des Tages. Die beiden Williams-Piloten wurden Zweiter und Vierter, Montoya vor Ralf Schumacher. Sie wurden von Toyota-Fahrer Allan McNish getrennt. Michael Schumacher und Kimi Räikkönen komplettierten die ersten sechs Plätze.
Die Trainings am Samstag fanden erneut bei trockenen und sonnigen Bedingungen statt. Michael Schumacher fuhr mit einer Zeit von 1:13,837 Minuten erneut die schnellste Runde. Räikkönen war der zweitschnellste Fahrer und näherte sich während der Session der Zeit von Michael Schumacher an. Barrichello war Drittschnellster, die Williams-Fahrer Vierter und Sechster, Ralf Schumacher vor Montoya; sie wurden von Coulthard getrennt. Im abschließenden Training fuhr Ralf Schumacher mit 1:13,543 Minuten die Trainingsbestzeit, zwei Hundertstelsekunden vor Coulthard. Die Renault-Fahrer waren schneller, Jenson Button vor Jarno Trulli. Michael Schumacher und Räikkönen komplettierten die Top Sechs.
Nach dem Ende der Sitzung gab die Fédération Internationale de l’Automobile (FIA) bekannt, dass Barrichello seine schnellste Qualifying-Zeit gestrichen werden würde, da er die Boxengasse verlassen hatte, als diese bereits geschlossen war. Takuma Satō erhielt später die gleiche Strafe für ein ähnliches Vergehen.

### Qualifying
Das Qualifying am Samstagnachmittag dauerte eine Stunde. Jeder Fahrer war auf zwölf Runden begrenzt, wobei die Startreihenfolge durch die schnellsten Runden der Fahrer bestimmt wurde. Während dieser Sitzung war die 107-Prozent-Regel in Kraft, die erforderte, dass jeder Fahrer eine Zeit innerhalb von 107 % der schnellsten Runde aufstellte, um sich für das Rennen zu qualifizieren.
Montoya erreichte seine erste Pole-Position der Saison, seine erste in Interlagos, mit einer Zeit von 1:13,114 Minuten. In der ersten Startreihe gesellte sich Michael Schumacher mit einer Zehntelsekunde Rückstand zu ihm. Ralf Schumacher qualifizierte sich als Dritter. Coulthard qualifizierte sich als Vierter, obwohl er mit seinem Qualifying-Tempo unzufrieden war. Coulthards Teamkollege Räikkönen qualifizierte sich als Fünfter, nachdem er gezwungen war, das Ersatzauto seines Teams zu benutzen, als sein Wagen mit Hydraulikproblemen zu kämpfen hatte. Trulli, Button, Barrichello, Nick Heidfeld und Mika Salo komplettierten die Top Ten.

### Warm Up
Im Warm Up war Michael Schumacher der Schnellste. Er platzierte sich vor Pedro de las Rosa und Räikkönen. Ein Unfall von Bernoldi bei zwei verbleibenden Minuten der Session führte dazu, dass sein Auto Feuer fing und eine rote Flagge erforderte, als das medizinische Auto zum Unfallort gebracht wurde. Als der Fahrer des Krankenwagens, Alex Ribeiro, anhielt, um Bernoldi zu helfen, verlor Heidfeld die Kontrolle und rutschte von der Strecke, wobei er mit der linken Tür des Autos kollidierte, kurz nachdem Ribeiro sie geöffnet hatte.

### Rennen
Das Rennen startete um 14:00 Uhr Ortszeit. Michael Schumacher erwischte einen guten Start und zog neben Montoya in die erste Kurve. Montoya hielt die Außenlinie für die Kurve, aber Michael Schumacher überholte auf der Innenseite. Als das Führungsduo auf die erste Gerade zusteuerte, befand sich Montoya im Windschatten von Michael Schumachers Auto und bremste später als der Ferrari-Fahrer, was dazu führte, dass Montoya auffuhr und seinen Frontflügel verlor. In Runde 7 erlitt Fisichella einen Motorschaden und wurde zum ersten Ausfall des Rennens.
Michael Schumacher konnte knapp vor Ralf Schumacher gewinnen. Coulthard komplettierte das Podium. Für Salo bedeutete der sechste Platz seine letzte Punkteplatzierung in einem Formel-1-Rennen.
Am Ende des Rennens ereignete sich ein ungewöhnlicher Vorfall, als der pensionierte Fußballstar Pelé, der mit dem Schwenken der Zielflagge beauftragt war, die Schumachers nicht bemerkte, die sich der Ziellinie näherten. Er winkte sofort, als er seinen Fehler bemerkte, tat es aber auf dem Jordan von Sato, der zwei Runden hinter dem Neunten und Drittplatzierten Coulthard fuhr.
Durch das Rennergebnis baute Michael Schumacher seine Führung in der Fahrerwertung mit 24 Punkten weiter aus. Ralf Schumacher war nun Zweiter mit 16 Punkten, zwei Zähler vor Montoya und zehn vor Button. In der Konstrukteurswertung reduzierte Ferrari den Vorsprung von Williams-BMW auf sechs Punkte. McLaren-Mercedes blieb mit acht Punkten Dritter.

## Meldeliste
| Team                       | Nr. | Fahrer                | Chassis        | Motor                 | Reifen |
| -------------------------- | --- | --------------------- | -------------- | --------------------- | ------ |
| Scuderia Ferrari Marlboro  | 01  | Michael Schumacher    | Ferrari F2002  | Ferrari 3.0 V10       | B      |
| Scuderia Ferrari Marlboro  | 02  | Rubens Barrichello    | Ferrari F2002  | Ferrari 3.0 V10       | B      |
| West McLaren Mercedes      | 03  | David Coulthard       | McLaren MP4-17 | Mercedes-Benz 3.0 V10 | M      |
| West McLaren Mercedes      | 04  | Kimi Räikkönen        | McLaren MP4-17 | Mercedes-Benz 3.0 V10 | M      |
| BMW.WilliamsF1 Team        | 05  | Ralf Schumacher       | Williams FW24  | BMW 3.0 V10           | M      |
| BMW.WilliamsF1 Team        | 06  | Juan Pablo Montoya    | Williams FW24  | BMW 3.0 V10           | M      |
| Sauber Petronas            | 07  | Nick Heidfeld         | Sauber C21     | Petronas 3.0 V10      | B      |
| Sauber Petronas            | 08  | Felipe Massa          | Sauber C21     | Petronas 3.0 V10      | B      |
| DHL Jordan Honda           | 09  | Giancarlo Fisichella  | Jordan EJ12    | Honda 3.0 V10         | B      |
| DHL Jordan Honda           | 10  | Takuma Satō           | Jordan EJ12    | Honda 3.0 V10         | B      |
| Lucky Strike BAR Honda     | 11  | Jacques Villeneuve    | BAR 004        | Honda 3.0 V10         | B      |
| Lucky Strike BAR Honda     | 12  | Olivier Panis         | BAR 004        | Honda 3.0 V10         | B      |
| Mild Seven Renault F1 Team | 14  | Jarno Trulli          | Renault R202   | Renault 3.0 V10       | M      |
| Mild Seven Renault F1 Team | 15  | Jenson Button         | Renault R202   | Renault 3.0 V10       | M      |
| Jaguar Racing              | 16  | Eddie Irvine          | Jaguar R3      | Ford Cosworth 3.0 V10 | M      |
| Jaguar Racing              | 17  | Pedro de la Rosa      | Jaguar R3      | Ford Cosworth 3.0 V10 | M      |
| Orange Arrows Cosworth     | 20  | Heinz-Harald Frentzen | Arrows A23     | Ford Cosworth 3.0 V10 | B      |
| Orange Arrows Cosworth     | 21  | Enrique Bernoldi      | Arrows A23     | Ford Cosworth 3.0 V10 | B      |
| KL Minardi Asiatech        | 22  | Alex Yoong            | Minardi PS02   | Asiatech 3.0 V10      | M      |
| KL Minardi Asiatech        | 23  | Mark Webber           | Minardi PS02   | Asiatech 3.0 V10      | M      |
| Panasonic Toyota Racing    | 24  | Mika Salo             | Toyota TF102   | Toyota 3.0 V10        | M      |
| Panasonic Toyota Racing    | 25  | Allan McNish          | Toyota TF102   | Toyota 3.0 V10        | M      |

## Klassifikation

### Qualifying
| Pos.                                                                   | Fahrer                | Konstrukteur     | Q1       | Start |
| ---------------------------------------------------------------------- | --------------------- | ---------------- | -------- | ----- |
| 01                                                                     | Juan Pablo Montoya    | Williams-BMW     | 1:13,114 | 01    |
| 02                                                                     | Michael Schumacher    | Ferrari          | 1:13,241 | 02    |
| 03                                                                     | Ralf Schumacher       | Williams-BMW     | 1:13,328 | 03    |
| 04                                                                     | David Coulthard       | McLaren-Mercedes | 1:13,565 | 04    |
| 05                                                                     | Kimi Räikkönen        | McLaren-Mercedes | 1:13,595 | 05    |
| 06                                                                     | Jarno Trulli          | Renault          | 1:13,611 | 06    |
| 07                                                                     | Jenson Button         | Renault          | 1:13,665 | 07    |
| 08                                                                     | Rubens Barrichello    | Ferrari          | 1:13,935 | 08    |
| 09                                                                     | Nick Heidfeld         | Sauber-Petronas  | 1:14,233 | 09    |
| 10                                                                     | Mika Salo             | Toyota           | 1:14,443 | 10    |
| 11                                                                     | Pedro de la Rosa      | Jaguar-Cosworth  | 1:14,464 | 11    |
| 12                                                                     | Felipe Massa          | Sauber-Petronas  | 1:14,533 | 12    |
| 13                                                                     | Eddie Irvine          | Jaguar-Cosworth  | 1:14,537 | 13    |
| 14                                                                     | Giancarlo Fisichella  | Jordan-Honda     | 1:14,748 | 14    |
| 15                                                                     | Jacques Villeneuve    | BAR-Honda        | 1:14,760 | 15    |
| 16                                                                     | Allan McNish          | Toyota           | 1:14,990 | 16    |
| 17                                                                     | Olivier Panis         | BAR-Honda        | 1:14,996 | 17    |
| 18                                                                     | Heinz-Harald Frentzen | Arrows-Cosworth  | 1:15,112 | 18    |
| 19                                                                     | Takuma Satō           | Jordan-Honda     | 1:15,296 | 22    |
| 20                                                                     | Mark Webber           | Minardi-Asiatech | 1:15,340 | 19    |
| 21                                                                     | Enrique Bernoldi      | Arrows-Cosworth  | 1:15,355 | 20    |
| 22                                                                     | Alex Yoong            | Minardi-Asiatech | 1:16,728 | 21    |
| 107-Prozent-Zeit: 1:18,232 min (bezogen auf Bestzeit von 1:13,114 min) |                       |                  |          |       |

Anmerkungen
1. ↑  Barrichellos beste Zeit (1:13,919 min) wurde gestrichen, da er im freien Training die Boxengasse bei Rot verlassen hatte.
2. ↑  Sātos beste Zeit (1:15,283 min) wurde gestrichen.

### Rennen
| Pos. | Fahrer                | Konstrukteur     | Runden | Stopps | Zeit        | Start | Schnellste Runde |
| ---- | --------------------- | ---------------- | ------ | ------ | ----------- | ----- | ---------------- |
| 01   | Michael Schumacher    | Ferrari          | 71     | 1      | 1:31:43,663 | 02    | 1:16,235 (38.)   |
| 02   | Ralf Schumacher       | Williams-BMW     | 71     | 1      | + 0,588     | 03    | 1:16,224 (55.)   |
| 03   | David Coulthard       | McLaren-Mercedes | 71     | 1      | + 59,109    | 04    | 1:16,670 (71.)   |
| 04   | Jenson Button         | Renault          | 71     | 1      | + 1:06,883  | 07    | 1:16,396 (70.)   |
| 05   | Juan Pablo Montoya    | Williams-BMW     | 71     | 2      | + 1:07,563  | 01    | 1:16,079 (60.)   |
| 06   | Mika Salo             | Toyota           | 70     | 1      | + 1 Runde   | 10    | 1:17,398 (37.)   |
| 07   | Eddie Irvine          | Jaguar-Cosworth  | 70     | 1      | + 1 Runde   | 13    | 1:17,569 (60.)   |
| 08   | Pedro de la Rosa      | Jaguar-Cosworth  | 70     | 1      | + 1 Runde   | 11    | 1:17,575 (70.)   |
| 09   | Takuma Satō           | Jordan-Honda     | 69     | 2      | + 2 Runden  | 19    | 1:17,320 (51.)   |
| 10   | Jacques Villeneuve    | BAR-Honda        | 68     | 2      | DNF         | 15    | 1:17,131 (26.)   |
| 11   | Mark Webber           | Minardi-Asiatech | 68     | 3      | + 3 Runden  | 20    | 1:18,386 (62.)   |
| 12   | Kimi Räikkönen        | McLaren-Mercedes | 67     | 1      | DNF         | 05    | 1:16,529 (54.)   |
| 13   | Alex Yoong            | Minardi-Asiatech | 67     | 2      | + 4 Runden  | 22    | 1:18,837 (54.)   |
| –    | Nick Heidfeld         | Sauber-Petronas  | 61     | 2      | DNF         | 09    | 1:17,782 (59.)   |
| –    | Jarno Trulli          | Renault          | 60     | 1      | DNF         | 06    | 1:17,063 (45.)   |
| –    | Felipe Massa          | Sauber-Petronas  | 41     | 1      | DNF         | 12    | 1:19,188 (11.)   |
| –    | Allan McNish          | Toyota           | 40     | 2      | DNF         | 16    | 1:17,868 (26.)   |
| –    | Olivier Panis         | BAR-Honda        | 25     | 0      | DNF         | 17    | 1:18,705 (23.)   |
| –    | Heinz-Harald Frentzen | Arrows-Cosworth  | 25     | 0      | DNF         | 18    | 1:17,568 (14.)   |
| –    | Enrique Bernoldi      | Arrows-Cosworth  | 19     | 1      | DNF         | 21    | 1:18,814 (14.)   |
| –    | Rubens Barrichello    | Ferrari          | 16     | 0      | DNF         | 08    | 1:16,511 (16.)   |
| –    | Giancarlo Fisichella  | Jordan-Honda     | 6      | 1      | DNF         | 14    | 1:17,511 (03.)   |

## WM-Stände nach dem Rennen
Die ersten sechs des Rennens bekamen 10, 6, 4, 3, 2 bzw. 1 Punkt(e).

### Fahrerwertung
| Pos. | Fahrer             | Konstrukteur     | Punkte |
| ---- | ------------------ | ---------------- | ------ |
| 01   | Michael Schumacher | Ferrari          | 24     |
| 02   | Ralf Schumacher    | Williams-BMW     | 16     |
| 03   | Juan Pablo Montoya | Williams-BMW     | 14     |
| 04   | Jenson Button      | Renault          | 6      |
| 05   | Kimi Räikkönen     | McLaren-Mercedes | 4      |
| 06   | David Coulthard    | McLaren-Mercedes | 4      |
| 07   | Eddie Irvine       | Jaguar-Cosworth  | 3      |
| 08   | Mark Webber        | Minardi-Asiatech | 2      |
| 09   | Nick Heidfeld      | Sauber-Petronas  | 2      |
| 10   | Mika Salo          | Toyota           | 2      |
| 11   | Felipe Massa       | Sauber-Petronas  | 1      |

| Pos. | Fahrer                | Konstrukteur     | Punkte |
| ---- | --------------------- | ---------------- | ------ |
| 12   | Alex Yoong            | Minardi-Asiatech | 0      |
| 13   | Allan McNish          | Toyota           | 0      |
| 14   | Pedro de la Rosa      | Jaguar-Cosworth  | 0      |
| 15   | Jacques Villeneuve    | BAR-Honda        | 0      |
| 16   | Takuma Satō           | Jordan-Honda     | 0      |
| 17   | Heinz-Harald Frentzen | Arrows-Cosworth  | 0      |
| 18   | Giancarlo Fisichella  | Jordan-Honda     | 0      |
| –    | Jarno Trulli          | Renault          | 0      |
| –    | Rubens Barrichello    | Ferrari          | 0      |
| –    | Olivier Panis         | BAR-Honda        | 0      |
| –    | Enrique Bernoldi      | Arrows-Cosworth  | 0      |

### Konstrukteurswertung
| Pos. | Konstrukteur     | Punkte |
| ---- | ---------------- | ------ |
| 01   | Williams-BMW     | 30     |
| 02   | Ferrari          | 24     |
| 03   | McLaren-Mercedes | 8      |
| 04   | Renault          | 6      |
| 05   | Jaguar-Cosworth  | 3      |
| 06   | Sauber-Petronas  | 3      |

| Pos. | Konstrukteur     | Punkte |
| ---- | ---------------- | ------ |
| 07   | Minardi-Asiatech | 2      |
| 08   | Toyota           | 2      |
| 09   | BAR-Honda        | 0      |
| 10   | Jordan-Honda     | 0      |
| 11   | Arrows-Cosworth  | 0      |